# 曾化东
曾化东（1915年—2017年10月11日），湖北红安人，中华人民共和国政治人物。

## 生平
1931年10月参加革命，1932年3月参加红军。1933年至1937年2月，任红三十一军卫生部班长、通信排排长、宣传队队长、政治干事，参加鄂豫皖、川陕苏区反围剿战争和长征。1935年5月加入中国共产党。1937年3月，入援西军随营学校学习，任援西军随营学校教导团文书。1937年7月至1939年，任八路军一二九师随营学校一营四连政治指导员、二营组织干事、政治教导员。1940年至1942年，任抗日军政大学第六分校一大队政治委员、四大队政治委员，校政治部组织科副科长。1942年至1943年4月，任八路军前总野战政治部第二考察团团员。1943年5月至1945年2月，在陕甘宁晋绥联防军政治部整风训练班参加整风学习，任党支部书记、区队长。
1945年3月至8月，在中共中央党校四部学习，任东北干部团二大队党支部书记：1945年11月至1946年6月，任大连市公安局警官训练班教务主任、大连地方法院推事。1946年6月至8月，任旅大公安总局三科（司法科）科长。1946年8月至1947年12月，任大连地方法院代理院长、院长。1946年10月至1947年4月，任旅大行政联合办事处司法工作研究委员会主任。1948年1月至1950年11月，任关东（旅大）高等法院刑事庭庭长兼大连地方法院院长。1950年12月至1955年2月，任旅大市人民法院院长。1955年2月至1960年7月，任旅大市中级人民法院院长、党组书记。1956年6月、1959年7月，当选中共旅大市第一、二届委员会委员。1960年7月至1965年7月，任辽宁省人民检察院副检察长、党组成员。1982年11月离休。2017年10月11日在沈阳逝世，享嵩壽102岁。